# IPhone SE (3. generace)
Třetí generace iPhone SE (také iPhone SE 3 nebo iPhone SE 2022) je chytrý mobilní telefon navržený, vyvinutý a vyráběný americkou společností Apple. Je součástí 15. generace rodiny iPhone, vedle iPhonu 13 a 13 Mini, iPhonu 13 Pro a 13 Pro Max a zároveň nahrazuje model iPhonu SE druhé generace z roku 2020. S předchozím modelem sdílí stejné rozměry a tvar, avšak většinu vnitřního hardwaru sdílí se sérii iPhone 13, včetně čipu A15.
Zařízení bylo představeno v rámci Apple Eventu 8. března 2022.

## Specifikace

### Hardware
iPhone SE obsahuje systém na čipu (SoC) Apple A15 Bionic, postavený 5nm technologií, s integrovaným pohybovým koprocesorem a neuronovým enginem 5. generace. Je k dispozici ve třech konfiguracích vnitřního úložiště – 64 GB, 128 GB a 256 GB a má 4 GB RAM, oproti 3 GB RAM u předchozího modelu. Odolnost proti vodě – IP67, 1 m hloubky po dobu 30 minut – má stejnou jako předchůdce.

#### Displej
iPhone SE má stejný HD Retina displej jako předchůdce, který využívá technologii IPS s True Tone. Rozlišení displeje je 1334 × 750 pixelů, stejně jako předchozí 4,7palcové (120mm) iPhony. Hustota pixelů je 326 PPI a obnovovací frekvence 60 Hz.

#### Fotoaparát
iPhone SE má zadní 12Mpix fotoaparát s jedním objektivem, schopný nahrávat 4K video při 24, 25, 30 nebo 60 fps, 1080p HD video při 25, 30 nebo 60 fps, nebo 720p HD video při 30 fps. Fotoaparát má clonu ƒ/1,8, automatické ostření, optickou stabilizaci obrazu a čtyř LED blesky. Přední kamera je 7 Mpix s clonou f/2,2 a automatickým ostřením, schopná natáčet 1080p HD video při 25 nebo 30 fps a zpomalené video při 120 fps.
Třetí generace SE přidává několik funkcí do fotoaparátu, díky čipu A15 Bionic. Stejně jako iPhone 13 a 13 Pro podporuje zadní kamera Smart HDR4. Zadní kamera také podporuje stereo záznam a stabilizaci videa. Přední i zadní fotoaparát iPhonu SE podporuje režim Portrét a Portrétní osvětlení, ale nepodporuje režimy Night Mode a Cinematic, které iPhone 13 a 13 Pro podporují.

#### Baterie
Třetí generace iPhonu SE obsahuje 2 018 mAh baterii, oproti 1 821 mAh u iPhonu SE 2. generace.

## Design
iPhone SE se skládá z hliníkového obalu, skla na přední i zadní straně, sdílí stejné rozměry s iPhonem 8 a je ve třech barevných kombinací – temně inkoustový, hvězdně bílý a červený, pod označením Product Red.
| Barva | Název                 |
| ----- | --------------------- |
|       | Temně inkoustová      |
|       | Hvězdně bílá          |
|       | Červená (Product Red) |